# Depresiunea tectonică a Iordanului

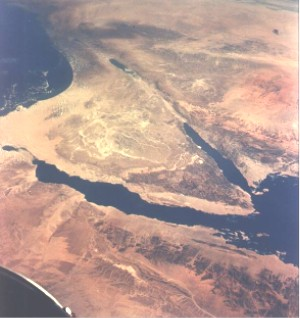
Partea de nord a Marelui rift siro-african. Peninsula Sinai se vede in centru, iar deasupra Depresiunea tectonică a Iordanului și Marea Moarta

- Depresiunea tectonică a Iordanului sau Depresiunea Iordanului în sensul larg  (în ebraică: בקע הירדן Beka Hayarden, în arabă:الغور Al Ghor) este partea Șanțului tectonic siro-african care se întinde pe circa 120 kilometri [1] de-a lungul râului Iordan de la izvoarele Iordanului până la Marea Moartă.

Depresiunea tectonică a Iordanului este lungă și îngustă, lățimea maximă fiind de 15-22 kilometri. Ea se învecinează la nord și nord-est cu Depresiunea Libanului aflată în Liban, și la nord-est cu Platoul Golan, teritoriu sirian până în 1967, aflat sub control israelian, la est cu Munții Moab, Munții Edom aflați în Iordania, la vest cu Galileea, Valea Beit Shan, aflate în Israel, Samaria și Iudeea, divizate între Israel, Autoritatea Națională Palestineană și zona controlată de armata israeliană a Cisiordaniei, iar la sudul Mării Moarte, cu regiunea Arava sau Araba, împărțită între Israel și Iordania.  
Depresiunea însăși se află sub controlul a trei entități statale: Israel și zone controlate de armata sa după anul 1967, teritoriul Autorității Naționale Palestinene și Iordania.  
În partea sa nordică Depresiunea Iordanului  e formată din Valea Hula  și Ținutul Kinarot.
- Valea Iordanului sau Depresiunea Iordanului în sensul restrâns (în ebraică Bikat Hayarden sau Emek Hayarden) se întinde de la sudul lacului Tiberiada sau Kineret și până la nordul Mării Moarte.

## Geologie

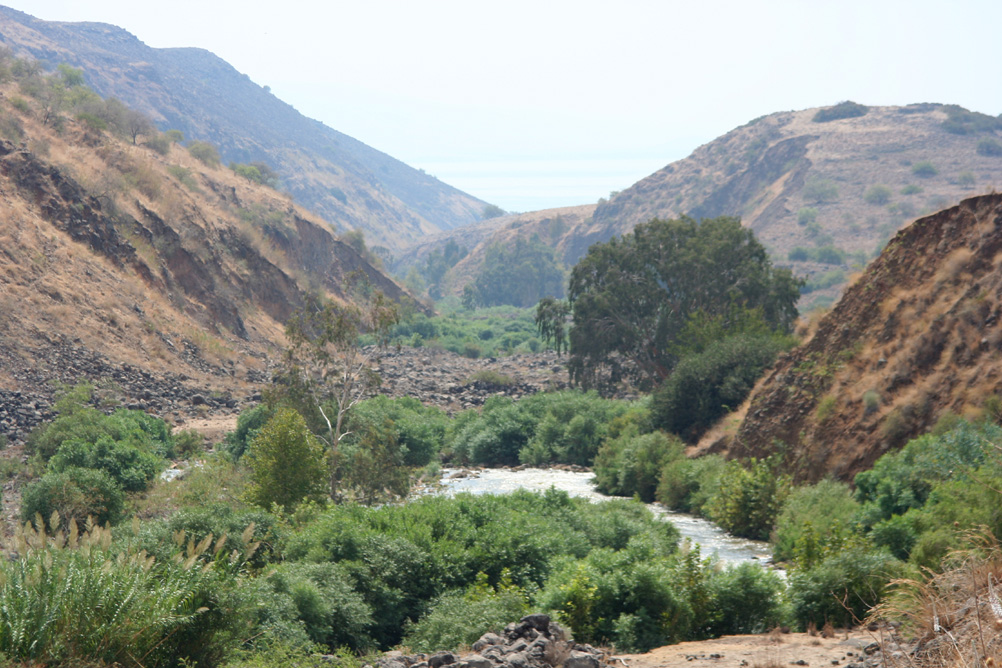
Lunca Iordanului

Depresiunea tectonică a Iordanului este o parte din Șanțul tectonic sau Marele rift siro-african, care este o mare falie geologică care se întinde din nordul Siriei și până la fluviul Zambezi din Africa
Modul în care s-a constituit depresiunea este subiect de controverse. În trecut era acceptată teoria după care ea a luat naștere în urma unor oscilații tectonice verticale, însă ,în zilele noastre se crede că au fost implicate mișcările orizontale, deoarece zona se află la linia de despărțire dintre plăci tectonice. S-a găsit că partea răsăriteană a depresiunii se deplasează spre nord  în raport cu partea  de apus. Acest lucru este dovedit prin faptul că tipurile de roci de pe cele două margini ale depresiunii nu sunt identice, în schimb, s-au găsit straturi de roci identice pe partea de est la o distanță mereu egală de 110 km nord de cele de pe partea vestică.  
De pildă, în nordul văii Iordanului din zona Hamam al Malih izvorăsc izvoare de apă termală, din roci de calcar și marnă
galbenă din Jurasic, iar acestea din urmă se aseamănă cu calcarul și marna din zona Majdal Shams de la poalele Muntelui Hermon, care se află pe partea de nord-est a depresiunii, cu 110 km mai la nord. Așa și arama de la Timna, care își găsește replica în cea de la Funun, la 110 km mai la nord pe teritoriul Iordaniei. 
În zilele noastre se măsoară o deplasare constantă de circa 1 centimetru pe an  a părții estice în raport cu partea vestică.
Pe parcursul erelor geologice mai multe portiuni ale depresiunii au fost umplute cu bazine acvatice.
În sedimentele unor lacuri din Pleistocen s-au descoperit fosile preistorice de moluște. La finele Paleocenului o limbă de mare a pătruns dinspre Mediterană prin actuala Vale Izreel, ceea ce explică prezența unor mari sedimente de sare gemă, calcar și gips și în Depresiunea tectonică a Iordanului. După ce limba de mare a fost separată de litoral, ea a rămas sub forma unui mic lac, Lacul Ovadya, a cărui apă  
a devenit dulce. În urma unor schimbări de climă și unui supliment de umiditate s-a format un lac sărat care s-a întins de la Marea Galileei (Kineret) și până la Hatzeva. Acest lac, denumit „Lacul limbii” (în ebraică Yamat Halashon), a avut o adâncime maximă de 180 metri.
În perioada secării de acum 25,000 ani, s-a creat un șes - Kikar Hayarden (denumire biblică, în arabă Ghor) în care Iordanul a săpat și format o luncă inundabilă denumită Gheon Hayarden (în arabă Zor). Acum circa 15,000 ani ce-a mai rămas din Lacul limbii s-a micșorat, lăsând în urma sa Marea Galileei și Marea Moartă.

## Topografia

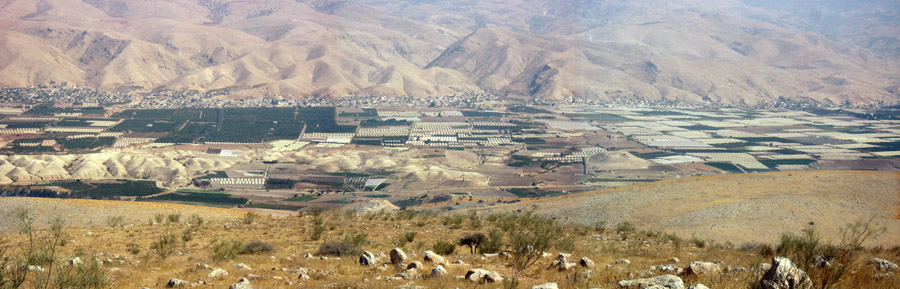
Vedere panoramică a Depresiunii Iordanului vazută de la Sartaba

O secțiune în lățime a depresiunii prezintă o structură generală în două trepte:1- una inferioară, reprezentând Lunca inundabilă a Iordanului, Gheon Hayarden (ar.Zor) a cărei lărgime medie este de 1.200 metri, dar care în multe locuri se restrânge la 500 metri și chiar mai puțin; 2. una superioară - Kikar Hayarden (ar.Ghor), unde se află așezările populate și terenurile agricole, și prin care trece șoseaua Depresiunii (Șoseaua 90). Aceasta structură există de ambele părți ale Iordanului, cu precizarea că în partea estică, iordaniană,  aria depresiunii este, în general, mai întinsă, deoarece afluenții din răsărit sunt mai mari și aduc spre Iordan o cantitate mai mare de aluviuni. Între Ghor și Zor se află pante abrupte de 13-25 metri în partea de nord, și până la peste 40 metri, în sud, conținând o zonă de badlands, având o lărgime de 1 kilometru în partea de nord, și până la 3 kilometri în centrul depresiunii, în zona unde se varsă râul Yabbok, îngustându-se apoi spre sud.     
La vest de Ghor se ridică versanții de est ai Munților Samariei cu o pantă,în medie, de 4 grade, dar care atinge în unele sectoare, și 15-20 grade.  
În sectorul de nord există câteva fracturi topografice, între care cea mai adâncă  este grabenul (Coridorul tectonic) râului Tirza (Wadi Faraye).Fracturi suplimentare sunt Bikat Tamun și Wadi Maliah - în zona Mehula.  iar la granița de nord Nahal Bazak, Wadi Shubash. Aceste fracturi geologice dictează direcțiile drumurilor dinspre spinarea muntelui spre Depresiunea Iordanului. 
În sud și la mijloc versantul dinspre Samaria spre depresiune este continuu și cu greu permite trecerea dintre est și vest.

## Hidrografia Depresiunii tectonice a Iordanului

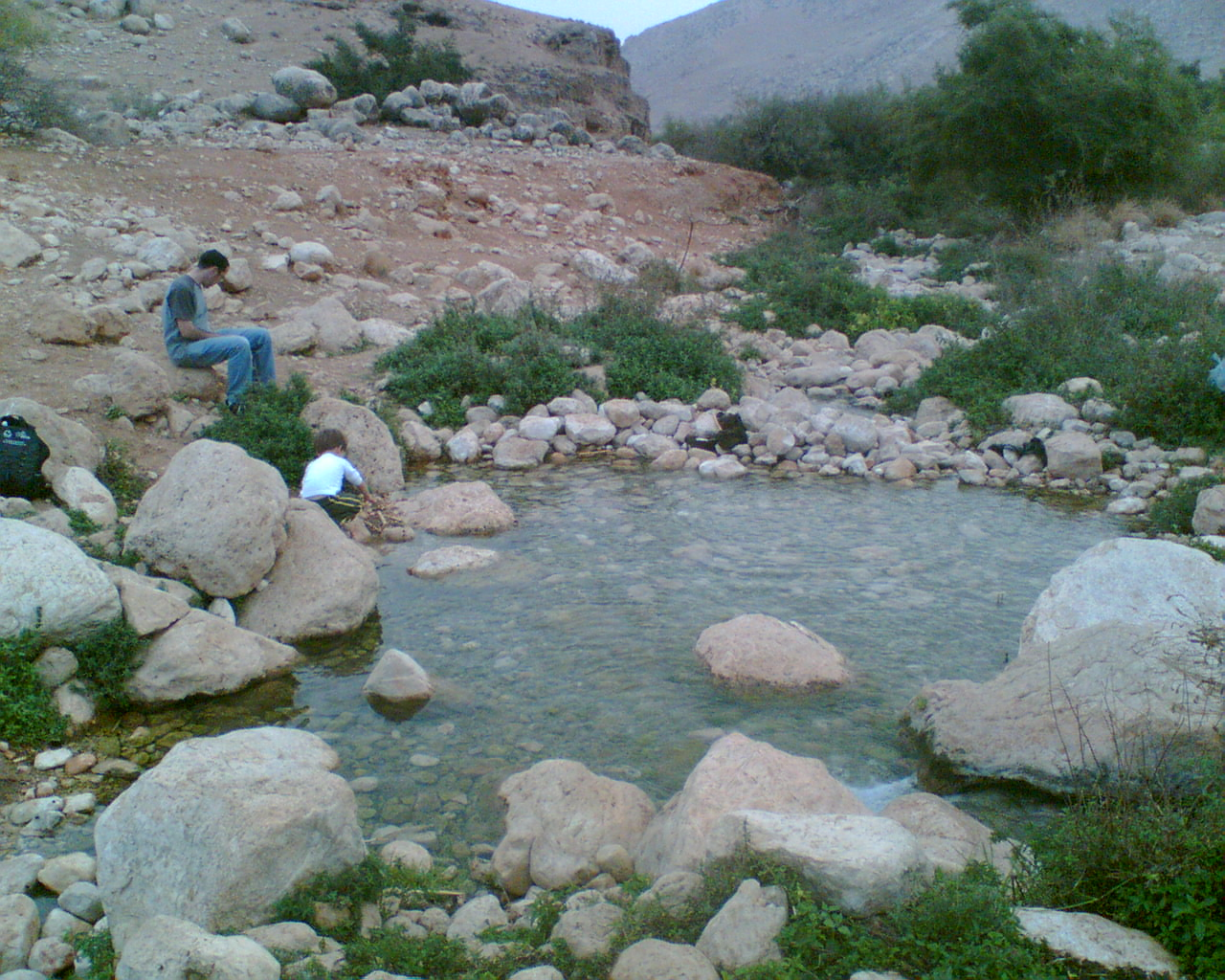
Unul din izvoarele râului Nahal Petzael

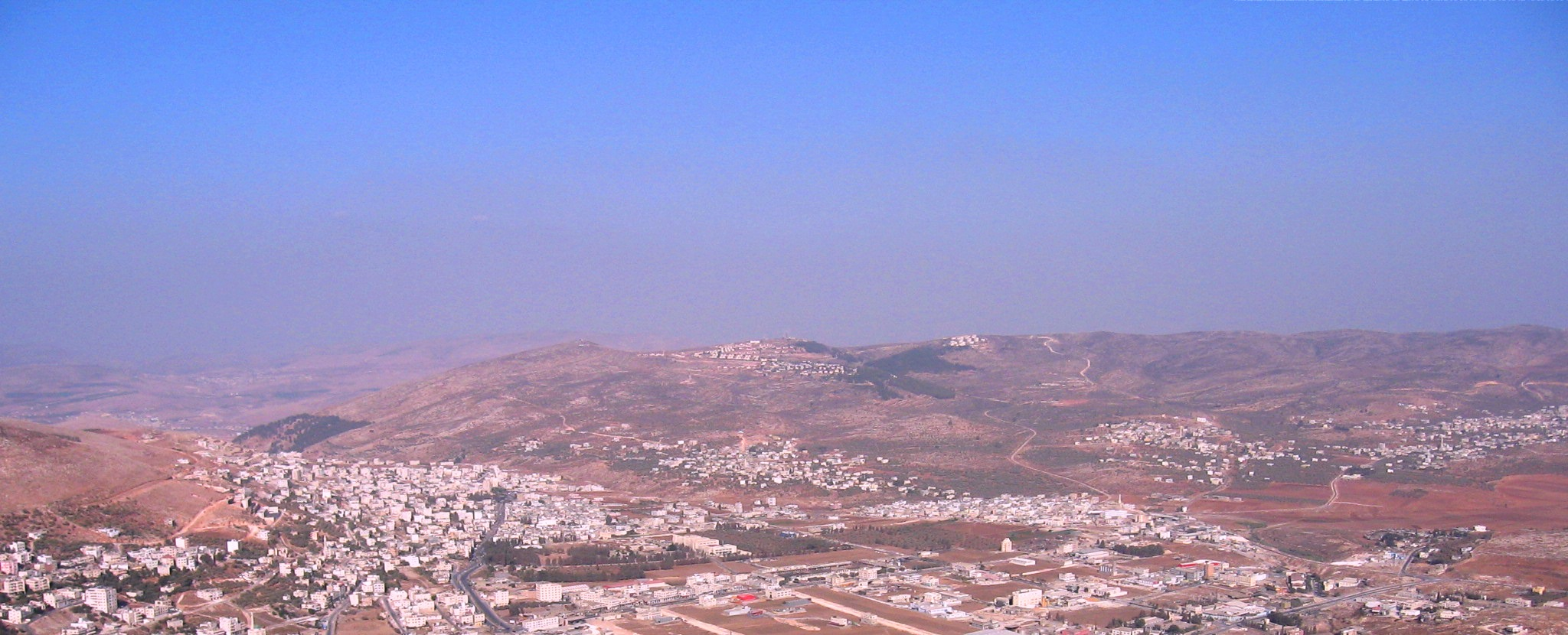
Muntele Har Kabir

Corpurile acvatice de la nord la sud:
- Izvoarele Iordanului: Patru râuri se unesc pentru a da naștere râului Iordan:
  - Hasbani (în arabă), Nahal Snir (în ebraică)
  - Banias , Nahal Hermon
  - Nahr-al-Lidani, Nahal Dan
  - Dardara sau Buraghit sau Hrar, Nahal Iyun

- Iordanul - de la nord de Lacul Tiberiada
- Lacul Hula
- Lacul Tiberiada (Lacul Kineret sau Genezaret, Ginossar, sau Marea Galileei)
- Yarmuk și Nahal Tavor

- Iordanul de la sud de Lacul Tiberiada
- Râurile care se varsă în Iordan la sud de Lacul Tiberiada:
  - Nahal Bazak - Nahal Akhzav - separă Samaria răsăriteană de lanțul Munților Ghilboa, are o lungime de 10 kilometri, curge din zona satului Kfar Rabba în direcția nord-vest și o ia spre est în zona „genunchiului”. Suprafața bazinului său hidrografic este de 40 kilometri pătrați. Intră în depresiune aproximativ în zona liniei verzi, fosta linie de demarcație dintre Israel și Iordania până în anul 1967.
  - Wadi Hashna - începe la nord de Tiassir, coboară către nord-est spre satul Bardala, la nord de Mehola.
  - Nahal Malha sau Wadi al Malih, începe la nord vest de Tubas, e lung de 20 km, are un bazin hidrografic de 90 kmp,

pătrunde în depresiunea Iordanului între Mehola și Shadmot Mehola, conține apă din izvoarele sărate din Hammam al Malih și  Eyn Jamal 
- - Nahal Yabbok
  - Pâraiele lanțului Umm Zuka - scurte, coborând abrupt de la Umm Zuka în vale. Posedă defilee mici și frumoase, ca de pildă Wadi Paran și Nahal Talkid.
  - Wadi Dura Abu Sidra, curge de la Tamun până la Mardj Na'dja (lângă Argaman)  pe o lungime de 21 km, el adună apele din Valea Tamun, trece spre sud-est. pa lângă moșavul Royi. Aria bazinului hidrografic este de 60 kmp.
  - Nahal Tirtza, Wadi Fariya - este cel mai mare din râurile care drenează apele din Samaria răsăriteană, lung de 40 km, și are un bazin hidrografic de 300 kmp. El începe la est de Nablus (Shkhem) în Depresiunea Beit Dajan și continuă către nord, luând acolo numele de Wadi Azmut și apoi Wadi Bida. În zona Izvoarelor Bidan (Einot Bidan) de pe șoseaua Nablus - Shkhem -  Podul Adam, Șoseaua 57, cotește spre est în depresiunea tectonică. Aici el înconjură în cerc Muntele Kabir (Har Kabir), adunând apele de pe munte. La 3 km est de acolo primește apele unui afluent care vine de Izvoarele Faria (Einot Faria) și iese către depresiunea Iordanului prin zona Haji Fatlik .

Înainte de vărsarea sa în Iordan, în badlandurile de marnă Consiliul regional al Văii Iordanului a creat un mare și perfecționat sistem de rezervoare de apă pentru captarea apelor de inundații. Rezervoarele de apă  servesc la irigarea suprafețelor agricole ale așezărilor din regiune. Apele izvoarelor care se revarsă în râu sunt utilizate de agricultorii palestineni pentru irigarea ogoarelor lor de-a lungul râului, mai ales în zona Hadji Fatlik,
- - Wadi Al Ahmar - râu care începe la sud de satul Beit Dadjan, continuă spre sud- sud-est și în depresiunea Gittit-, Mekhora,

cotește spre sud, și la nord de așezarea Maale Efraim, se întoarce și o ia  spre sud-est printr-un defileu scurt în stânci de calcar.
Are lungimea de 2o km și un bazin hidrografic de 105 kmp.
- - Nahal Petzael , lung de 11 km, aproape de intrarea în Depresiunea Iordanului primește apele pârâului Wadi Rashash, lângă Einot Petzael. Bazinul sau hidrografic are 32 kmp.
  - Wadi Malha de sud -  care culege apele unor pâraie scurte și abrupte de câte 5–7 km fiecare, către mlaștinile Malha. Bazinul lor hidrografic  este de 40 kmp.
  - Wadi 'Udja  - începe pe muntele Har Baal Hatzor, formează un defileu la est de depresiunea Samiya, are o lungime de 13 km, iar aria bazinului sau hidrografic este de 70 kmp. El are două izvoare mari:Eyn Samiya și Eyn 'Udja
- nordul Mării Moarte(Lacul Asfaltit)

## Clima
În Depresiunea Iordanului clima este foarte caldă și uscată. Ea cunoaște efectul de umbră pluviometrică , adică aerul care ajunge la ea se încălzește coborând în vale, iar munții care o delimitează împiedică pătrunderea altui curent de aer.
Din  punct de vedere climatic, sudul depresiunii reprezintă, de fapt, continuarea Deșertului Iudeei

## Flora
Flora din Depresiunea tectonică a Iordanului se împarte în mai multe regiuni în formă de fâșii după diferențele în structura solului, climat, factorul uman și relief. În general, cu cât se înaintează spre est, crește prezența elementelor de vegetație deșertică arabo-saharienă  și scade cea a elementelor de floră mediteraneană  
Sectoarele florei din depresiune:

### Treapta I
Pe versantele estice ale Munților Samariei, unde trece Șoseaua Allon și în așezările Mekhora, Gittit și Maale Efraim - la o altitudine de 300-400 metri, de asemenea mai la sud, la o înălțime mai mare, de 660 metri, în așezările Kokhav Hashahar și Rimonim
În această zonă domină arbuștii și tufele caracteristice stepei mediteranene periferice, ca de exemplu Sarcopoterium spinosum  și Calicotome vilosa, care, cu florile lor galbene și aroma lor specifică, înfloresc  în luna martie. De asemenea pământul se acoperă cu soiuri de plante anuale și perene, precum brumărele cu dinți scurți, Echinops, iar pe locuri stâncoase cresc Teucrium comun,Chiliadenus iphionoides, și Pelinul de deșert (Artemisia herba alba). Se mai găsesc geofite, ca de pildă ceapa de mare (Drimia maritima) și Asphodelus ramosus.   
Între cerealele sălbatice din regiune se pot menționa ovăzul comun,Cirthopsis delileana (un fel de orz sălbatic),Bromus fasciculatus, Hordeum spontaneum (Orzul de Tabor), Stipa capensis și grâul sălbatic. Ici și colo se zăresc copaci singuratici ca butum sau fisticul atlantic (Pistacia atlantis) sau roșcovul comun

### Zona de flexiune a straturilor
Versanții de cretă cu fața spre răsărit, care descind spre șesul depresiunii și albiile care îi străbat
Cantitatea de precipitații de 150–200 mm pe an și calcarul dur încurajează o mare răspândire a arbustului Retama raetam (în ebraică „Rotem”) și a vegetației de stâncă ca Teucrium comun, Chiliadenus iphionoides, de asemenea Calycotome villosa, Rhus tripartita și Carlina libanotica. În sud apar plante de deșert, precum Zygophyllum dumosum, Gymnocarpos decander (în jurul râului Nahal Prat).
La est de straturile de calcar dur se află dealuri scunde de cretă. Din pricina precipitațiilor scăzute (200-300mm pe an), aici crește Salsola vermiculata, Suaeda asphaltica,Noea mucronata. În albiile pâraielor se pot găsi soiuri rare de stirax (în
Wadi 'Udja.În Wadi Kis care se varsa in Wadi 'Udja înflorește la începutul iernii Sternbergia clusiana.   

### Valea Iordanului propriu-zisă
Șesul dintre dealurile de cretă și badland-urile de marnă servește parțial agriculturii și păstoritului.
În acest sector solul este sărat și arbustul capabil să subsiste aici datorita rădăcinilor sale adânci este Salsola vermicolata, și împreună cu el încă un număr de plante anuale ca Aizoon hispanicum, sărăturica albastră sau imortela (ori lavanda de mare cu frunza sinuoasă) albastră (Limonium sinuatum), Salsola volkensii, Spergularia diandra, iar lângă  Ierihon  Mesembryanthemum nodiflorum (ruda cu ghețișoara).
Aproape de sursele pâraielor cresc copaci precum Ziziphus spina-christi (în ebraică „shizaf”), iar în sud Balanites aegyptiaca, cunoscut drept curmalul de deșert, Calotropis procera, numit și mărul de Sodoma sau fitilul deșertului.
La est de Fatzael se află o depresiune de salinitate sau lac sărat (în arabă „sebkha”, în ebraică „malha”), unde crește o vegetație specifică: arbuști ca Atriplex halimus,(cunoscută în franceză ca „pourpier de mer”, „iarba grasă de mare”), Nitraria retusa, soiuri diverse de săricică locală - Suaeda asphaltica, de asemenea tufe perene de Arthrocnemum macrostachyum sau Salicornia glauca (rude cu brânca sau sărărica) și copaci tamarisci. 
Dintre erbacee se pot menționa Psylliostachys spicata, limba peștelui (Limonium vulgare), Limonium pruinosum, de asemenea  
planta parazită cunoscută ca ciuperca sau buretele de Malta (Cynomorium coccineus).
În zonă se mai găsește o pădurice de Salvadora persica, la limita de nord a răspândirii ei geografice. 
În oaze se pot vedea curmali de deșert, Moringa peregrina sau benul alb, mărul de Sodoma, planta otrăvitoare Solanum incanum, Commicarpus plombagineus și altele.

##### Kikar Hayarden -  Ghor
În acest sector domina vegetația solurilor sărate în condiții de uscăciune: la nord de Argaman  - arbuști ca Salsola vermicolata și Atriplex halimus,  mai la sud - Salsola tetrandra, Suaeda palaestina. În sud, pe badlanduri - uneori nu cresc plante de loc, din cauza uscăciunii si aridității, dar în anii cu ploi iarna se pot vedea plante uni-anuale ca Spergularia diandra, Aizoon hispanicum, Mesembryanthemum nodiflorum, Stipa capensis sau iarba de stepa mediteraneană, Plantago ovata (psylium indian sau blond sau ispaghul), Ahronsohnia factorowski și altele. În albii se întâlnesc arbuștii amintiți.

##### Gheon Hayarden - Lunca inundabilă a Iordanului - Zor
Lunca Iordanului este caracterizată de un habitat umed și sărat. De-a lungul Iordanului cresc arbori ca plopii de Eufrat sau de deșert (Populus euphraticus), tamariscul Nilului (Tamarix nilotica). 
Ici și colo, în preajma unor izvoare de apa sărată cresc stuful de mare Juncus maritimus sau stuful comun Phragmites australis. 
În ariile de sebkha sau malha  cresc Arthrocnemum macrostachyum și specii de Suaeda.

## Fauna
Dintre mamiferele erbivore în toate zonele Văii Iordanului se pot întâlni turme de antilope, de asemenea porcul spinos indian (Hystrix indica). În lunca Iordanului trăiesc și mistreți, în locurile stâncoase se pot găsi colonii de damani de stâncă,  iar în regiunea șoselei Allon și în mlaștina Malha -  iepuri ai Capului (Lepus capensis).
Pe tot cuprinsul văii sunt prezente și mamifere carnivore ca de  exemplu vulpea, lupul și într-o măsură mai mică hiena. În lunca Iordanului se mai pot găsi pisica de stuf (Felis chaus), bursucul, șacalul și nevăstuica. În mlaștina Malha trăiește caracalul și mangusta egipteană. În zona șoselei Allon se gasesc jderi. În mlaștina Malha și la Eyn Samia s-au văzut arareori leoparzi.
Valea Iordanului este unul din principalele popasuri pe itinerariul păsărilor migrătoare.

## Populația
La sfârșitul anilor 1980 trăiau în Valea Iordanului circa 2500 evrei și 23,000 arabi.
Circa 700 familii de evrei trăiau în sate, iar 200 familii în localitatea Maale Efraim.
15,000 arabi locuiau în orașul Ieriho (Ariha) iar restul de 8,000 în 13 comune din regiune.   
La mijlocul anului 2005 populația evreiască a crescut la 7500. În anul 2013 numărul locuitorilor evrei din teritoriul afiliat Consiliului local al Văii Iordanului este de 6500 locuitori .În plus la Maale Efraim, care reprezintă un consiliu local separat, locuiau în 2013 1 200 locuitori.

### Evreii

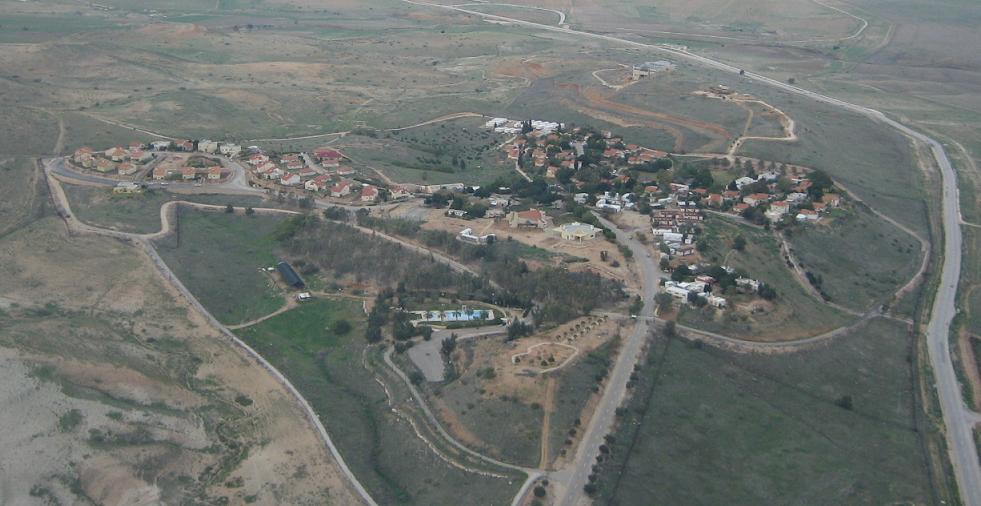
Așezarea Shadmot Mehola

După Războiul de Șase Zile, începând din 1968 evreii israelieni au trecut la înființarea de așezări sau colonii agricole în regiune.
Cele 21 așezări evreiești existente au fost întemeiate de-a lungul Iordanului, pe o lungime de 72 kilometri,și pe o arie de 86 000 de hectare  sunt înzestrate cu piscine, au o viață comunitară activă și se bucură de un nivel socio-economic ridicat.. Ele sunt repartizate în următoarele zone:
- 1.Zona povârnișurilor de deal:

5 așezări de tip „moshav ovdim”: Ghitit, Mekhora, Hamra, Bekaot și Royi, de a lungul Șoselei Allon, între Maale Efraim la sud și Valea Bukia la nord.
- 2.Zona Văii Iordanului propriu zise: de-a lungul Șoselei Văii - așezări de tip moshav: Argaman, Massua,Yafit, Petzael, Tomer, Netiv Hagdud și Naama, și 3 kibuțuri:Galgal,Naaran si Yetav (care din 1992 a devenit moshav shitufi). Centrul administrativ al consiliului local a fost ridicat la nord de Yafit.
- 3.Zona Mehola - în nordul văii, aproape de Valea Beit Shan- 2 așezări național-religioase - Mehola. moshav ovdim, și Shadmot Mehola, „moshav shitufi”, de asemenea 4 foste așezări militare ale Nahal (unități ale Tineretului agricol combatant):Hemdat, Bitronot, Mishkhiot și Rotem
- 4.Centrul rural-urban Maalè Efraim, care era menit să devină oraș
- 5.Nordul Mării Moarte: 4 așezări, apropiate de Ierusalim, - Beit Haaravá, Almog, Mitzpe Shalem, Kalia și moșavul Vered Yeriho aparținând Consiliului regional Meghilot

### Arabii palestinieni și iordanieni
În afara orașului Ariha, principalele localități arabe palestiniene din zonă sunt Faraa, Al Djiftlik, Al Audja sau 'Udja, Bardla, Tell ash Shamsiya,Eyn Al Bida, Fasail, Zabeidat, Mardja Nadja, Bab an Nakab.

## Economia

### În partea sub administrația Israelului
Ramura principală este agricultura și ea furnizează exportului produse în valoare de 600 000 000 dolari anual.
 Culturile dominante sunt curmalle, smochinele, ardeii, mirodeniile și strugurii.
80% din producția agricolă locală este destinată exportului, majoritatea către Europa și o mică parte către Statele Unite.
În agricultura locală sunt angajați circa 6000 lucrători palestinieni.
Locuitorii arabi palestinieni se ocupă și ei mai ales cu agricultura, atât ca angajați în așezările evreiești, cât și pe propriile lor bucăți de pământ. În anii 2010-2014, luând exemplu de la israelieni, și palestinienii au plantat 5000 de hectare
de curmali în zona Ierihonului.
După anul 2005 Uniunea Europeană a anulat scutirea de taxe de care beneficiau agricultorii din așezările evreiești pe teritoriile ocupate de Israel în Cisiordania. De asemenea, în țări din Europa au crescut campanii de boicot ale produselor acestor așezări. Aceste măsuri au îngreunat exporturile și au dus la căutarea unor pieți alternative, ca de exemplu în Rusia,China sau India.

## Preistorie, istorie antică și arheologie
În Depresiunea Iordanului oamenii au înființat primele așezări și au trecut de la nomadism la cultivarea pământului încă urmă cu 10.000 de ani, în timpul epocii paleolitice. Relicve ale omului primitiv s-au găsit, de pildă la Tel Obeidiye, la sud de Marea Galileei. Au luat ființă sate și sisteme de utilizare a apei, iar pe la 3000 î.Hr. regiunea a ajuns să exporte produse agricole în zonele vecine. Ierihonul, aflat în apropiere, este unul din cele mai vechi orașe din lume, dacă nu cel mai vechi cunoscut. El și zonele fertile din depresiunea Iordanului sunt menționate în Vechiul Testament.
În epoca canaanită a existat aici un număr mare de așezări, care au lăsat până azi urme sub forma unor coline numite Tell. În epoca israelită erau mai mult localități în partea estică a văii. La vest este menționată de pildă, localitatea Tzortan. Vestul Depresiunii Iordanului fusese inclus, conform tradiției biblice, în ținuturile aparținând triburilor ebraice Efraim, Binyamin și Menashe. Agricultura s-a putut dezvolta în aceste ținuturi datorită folosirii în irigații a apelor izvoarelor locale, a pământului rodnic acumulat din aluviunile de la gura pâraielor și căldurii climatului ce permitea coacerea rapidă a cerealelor și fructelor.
„Și ridicându-și Lot ochii, a privit toată câmpia Iordanului, care, înainte de a strica Domnul Sodoma și Gomora, toată până la Țoar era udată de apă, ca raiul Domnului, ca pământul Egiptului”—Cartea Facerii, 10:13
În zilele celui de-al Doilea Templu, a regatului iudeu al Hasmoneilor și al Antipatrizilor, depresiunea Iordanului a cunoscut iar o perioadă de înflorire.   
Ieriho a ajuns si el la culmea prosperității în vremea Hasmoneilor și în timpul domniei lui Irod cel Mare, care și-a zidit acolo un palat. El devenise cunoscut pentru parfumurile și curmalele sale.
Râul Iordan a devenit un loc venerat de creștini, deoarece, potrivit cu tradiția creștinismului, în apele lui a fost botezat Iisus Hristos de către Ioan Botezătorul.